# Zrnasta skuta
Zrnasta skuta je vrsta svežega sira.
Prodaja se plastičnih lončkih, v teži 220, 450 in 900 g. Skorje nima. Njeno testo je belo, sestavljajo ga 0,6 do 1 cm velika, enakomerno oblikovana, mehka in vlažna zrna. Okus in vonj sta rahlo kiselkasta. Vsebuje okoli 20 % maščobe v suhi snovi, okoli 83 % vode v nemaščobni snovi in približno 1 % soli, približno 13,5 % beljakovin in 0,094 % kalcija. Kislost izražena z vrednostjo pH ne sme presegati 5,2.

## Izdelava
Če sir izdelujejo iz posnetega kravjega mleka, mleko najprej pasterizirajo, ohladijo na temperaturo 32,2 ºC in mu dodajo 5 do 6 % okisevalca. Ob dodatku sirišča se mleko usiri po 4,5 do 5 urah. Tako pridobljen sesirek nato razrežejo na O,6 do 1 cm velike koščke. Dve uri po rezanju odvzamejo sirotko in zrno trikrat spirajo z vodo, ki ima pri prvem spiranju temperaturo 27, pri drugem 10 in pri tretjem spiranju 4,5 ºC. Voda za spiranje mora biti pasterizirana in rahlo okisana. Po spiranju zrnu nato dodajo homogenizirano osoljeno smetano in dobro premešajo. Zrnasto skuto nato polnijo v lončke in skladiščijo pri temperaturi 4,5 ºC. Pri temperaturi 7 ºC je izdelek obstojen dva tedna.